# Скайленд-Естейтс (Вірджинія)
Скайленд-Естейтс (англ. Skyland Estates) — переписна місцевість (CDP) в США, в окрузі Воррен штату Вірджинія. Населення — 862 особи (2020).

## Географія
Скайленд-Естейтс розташований за координатами 38°55′56″ пн. ш. 78°4′56″ зх. д. / 38.93222° пн. ш. 78.08222° зх. д. (38.932264, -78.082243).  За даними Бюро перепису населення США в 2010 році переписна місцевість мала площу 6,23 км², з яких 6,20 км² — суходіл та 0,03 км² — водойми.

## Демографія
Згідно з переписом 2010 року, у переписній місцевості мешкало 830 осіб у 333 домогосподарствах у складі 212 родин. Густота населення становила 133 особи/км².  Було 409 помешкань (66/км²).
Расовий склад населення:
| - 92,8 % — білих - 2,0 % — чорних або афроамериканців - 0,7 % — азіатів - 0,6 % — корінних американців - 1,8 % — осіб інших рас |

До двох чи більше рас належало 2,0 %. Частка іспаномовних становила 4,1 % від усіх жителів.
За віковим діапазоном населення розподілялося таким чином: 23,0 % — особи молодші 18 років, 70,0 % — особи у віці 18—64 років, 7,0 % — особи у віці 65 років та старші. Медіана віку мешканця становила 39,4 року. На 100 осіб жіночої статі у переписній місцевості припадало 110,7 чоловіків;  на 100 жінок у віці від 18 років та старших — 115,9 чоловіків також старших 18 років.
Середній дохід на одне домашнє господарство  становив 84 095 доларів США (медіана — 92 868), а середній дохід на одну сім'ю — 90 746 доларів (медіана — 96 923). За межею бідності перебувало 22,4 % осіб, у тому числі 0,0 % дітей у віці до 18 років та 61,9 % осіб у віці 65 років та старших.
Цивільне працевлаштоване населення становило 456 осіб. Основні галузі зайнятості: науковці, спеціалісти, менеджери — 22,1 %, роздрібна торгівля — 17,1 %, будівництво — 12,5 %, освіта, охорона здоров'я та соціальна допомога — 9,9 %.